# Harlem/Lake (ligne verte du métro de Chicago)
Pour les articles homonymes, voir Harlem (homonymie).
Ne doit pas être confondu avec Harlem (ligne bleue nord du métro de Chicago) ou Harlem (ligne bleue sud du métro de Chicago).
Harlem/Lake (appelé communément Harlem par les Chicagoans) est le terminus nord-ouest de la ligne verte du métro de Chicago.

## Description
La station a ouvert ses portes le 28 octobre 1962 et offre une correspondance à la station Oak Park du réseau de trains de banlieue Metra. Elle est située dans la ville de Forest Park (comme le terminus de la ligne bleue qui porte d’ailleurs ce nom).
La station est située au 1 South Harlem Avenue et est le terminus nord-ouest de la ligne verte. Bien que la station s'appelle Harlem/Lake, Lake Street ne croise pas la station ; elle est située à l'angle de Harlem Avenue et South Boulevard. Elle est située à proximité de la gare ferroviaire de trains de banlieue Metra. Elle se trouve entre la ligne de démarcation des villes de Oak Park et de Forest Park au niveau de Harlem Avenue.
La station sert aussi de dépôt depuis le 19 juin 1967 pour les rames du métro de Chicago, 90 rames en moyenne y sont mobilisées. 
La station fut entièrement rénovée en 1996 afin de la rendre accessible aux personnes à mobilité réduite.
1 222 147 passagers l’ont utilisée en 2008.

## Les correspondances avec lebus
Avec les bus de la Chicago Transit Authority :
- #N20 Madison (Owl Service)
- #90 Harlem

Avec les Bus Pace :
- #305 Cicero-River Forest
- #307 Harlem
- #309 Lake Street
- #313 St. Charles Road
- #318 West North Avenue
- #757 Northwest Connection

## Harlem Yard

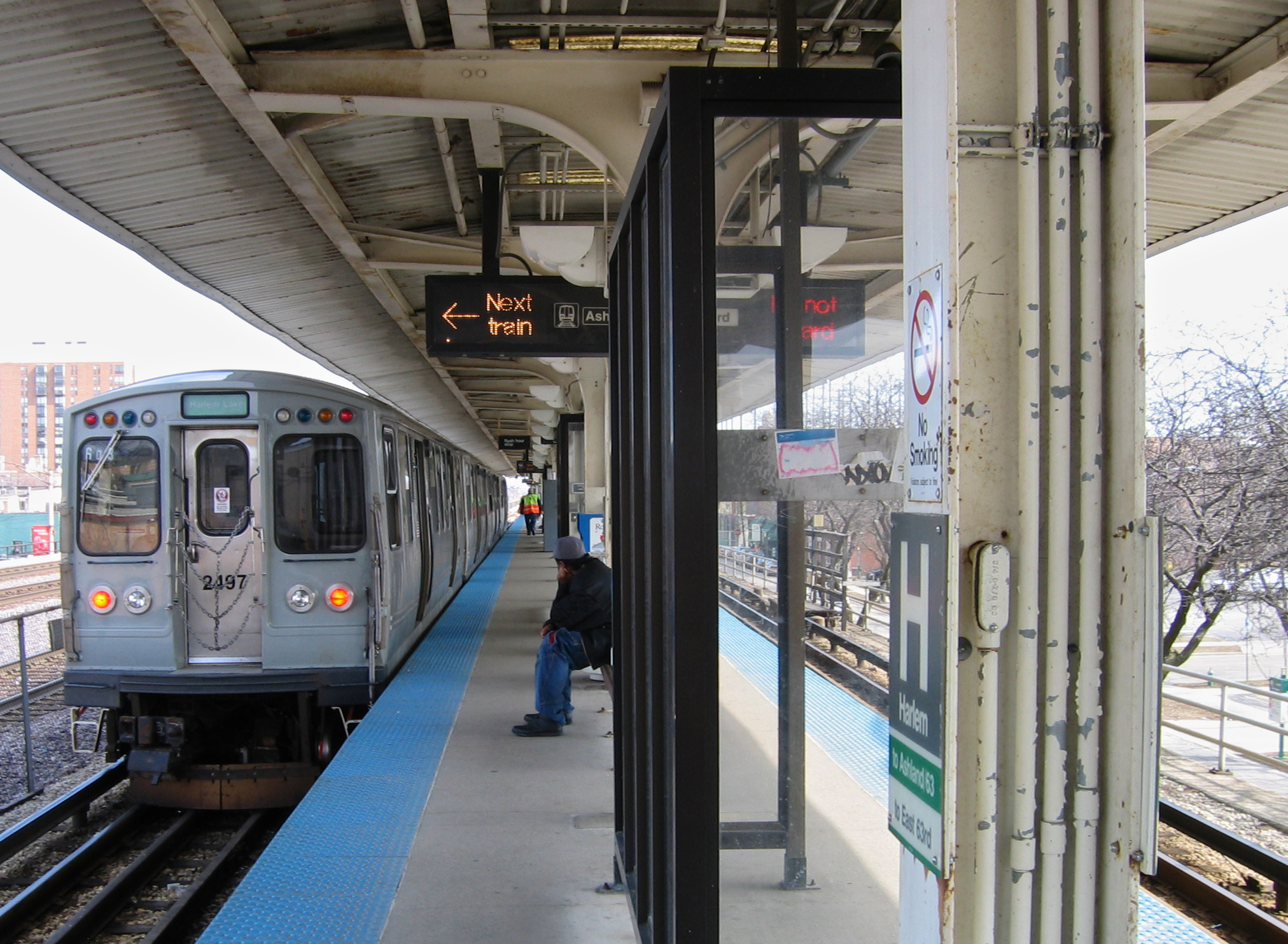
Cette image représente la station Harlem sur la ligne verte (Green Line) du métro de Chicago, prise en mars 2006 par l'utilisateur AudeVivere. La station fait partie du réseau 'L' de Chicago, connu pour ses trains surélevés et ses structures emblématiques.

La construction d’Harlem Yard a commencé peu de temps après la mise en service de la station dans le but d’offrir un nouveau dépôt aux rames de l’actuelle ligne verte mais surtout de supprimer l’ancien dépôt de Hamlin devenu obsolète. Le bâtiment de deux étages et qui a couté 244 000 dollars se trouve sous l’infrastructure de la station et sert de cafétéria, de vestiaire et des commodités douche/toilettes pour les employés de la Chicago Transit Authority (CTA). La salle d’entretien et de réparation des rames se trouve à hauteur de la station et 12 rames peuvent y être entreposées en même temps. 
Le Harlem Yard est également spécialisé pour l’entretien du système de climatisation des rames. 
La zone de stockages est composée de 9 voies et sa capacité est de 86 rames.

## Dessertes
| Nord/Ouest            |  |                      |  | Sud/Est                                    |
| --------------------- |  | -------------------- |  | ------------------------------------------ |
|                       |  | ligne verte terminus |  | Oak Park vers Ashland/63rd / Cottage Grove |
| modifier sur Wikidata |  |                      |  |                                            |